# Perșotravenska, Nikopol
Perșotravenska (în ucraineană Першотравенська) este o comună în raionul Nikopol, regiunea Dnipropetrovsk, Ucraina, formată numai din satul de reședință.

## Demografie
Componența lingvistică a satului Perșotravenska
     Ucraineană (93,3%)
     Rusă (6,52%)
     Alte limbi (0,06%)
Conform recensământului din 2001, majoritatea populației satului Perșotravenska era vorbitoare de ucraineană (93,3%), existând în minoritate și vorbitori de rusă (6,52%).